# Andrea Moletta
Andrea Moletta (Cittadella, 23 febbraio 1979) è un ex ciclista su strada italiano.

## Carriera
Nel 2008 è stato escluso dal Giro d'Italia prima dell'undicesima tappa, dopo che nella macchina del padre erano state rinvenute numerose pastiglie di viagra, che ha effetto vasodilatatore, e altre sostanze sospette. Dopo le indagini del caso è stato scagionato da ogni accusa di doping.

## Palmarès

### Strada
- 2002 (Zalf-Euromobil-Fior, una vittoria)

Gran Premio di Poggiana
- 2003 (Mercatone Uno-Scanavino, una vittoria)

6ª tappa Corsa della Pace (Krosno Odrzańskie > Francoforte sull'Oder)

## Piazzamenti

### Grandi Giri
- Giro d'Italia

2005: 118º
2006: 78º
2008: non partito (11ª tappa)
- Vuelta a España

2006: ritirato (12ª tappa)
2007: 107º

### Classiche monumento
- Milano-Sanremo

2005: 109º
2006: 58º
2007: ritirato
2008: 61º
- Liegi-Bastogne-Liegi

2005: 72º
2008: 52º
- Giro di Lombardia

2005: 77º
2006: 14º